# Chryssa
Chryssa Vardea-Mavromichali (in greco Χρυσά Βαρδέα-Μαυρομιχάλη?; Atene, 31 dicembre 1933 – Atene, 23 dicembre 2013) è stata una scultrice greca, pioniera nell'utilizzo della luce al neon nell'arte contemporanea.

## Biografia
Nata ad Atene nel 1933, Chryssa proveniva da una famiglia greca di origini nobiliari, legata alla figura di Petrobey Mavromichalis, eroe della guerra d'indipendenza greca. Studiò presso l’Accademia di belle arti di Atene e successivamente si trasferì a Parigi, dove frequentò l'Accademia della Grande Chaumière.
Nel 1954 si trasferì negli Stati Uniti, proseguendo gli studi alla California School of Fine Arts di San Francisco (oggi San Francisco Art Institute). Un anno dopo, nel 1955, si stabilì a New York, entrando in contatto con la scena artistica d'avanguardia e stringendo relazioni con artisti come Jasper Johns e Robert Rauschenberg.
Negli anni '60, Chryssa raggiunse una notevole visibilità internazionale con esposizioni al Solomon R. Guggenheim Museum e al Museum of Modern Art di New York. Dopo un lungo soggiorno a New York, rientrò progressivamente ad Atene negli anni 2000, dove visse fino alla sua morte nel 2013.

## Stile
Chryssa fu tra le prime artiste a utilizzare il neon come mezzo espressivo autonomo, sviluppando un'estetica influenzata dalla pubblicità urbana e dall'ambiente visivo di Times Square. Le sue opere fondono elementi della pop art, del minimalismo e dell'arte concettuale, con una particolare attenzione al linguaggio, alla tipografia e ai simboli della comunicazione di massa.
Tra i materiali utilizzati da Chryssa vi sono acciaio, alluminio, plexiglass, gesso, legno e tubi al neon, impiegati per costruire strutture tridimensionali che evocano segnali, lettere e forme architettoniche. L'opera The Gates to Times Square (1966) rappresenta un esempio paradigmatico del suo stile, un'installazione monumentale composta da elementi di luce, lettere e simboli ispirati all'ambiente urbano newyorkese.

## Eredità
Il contributo di Chryssa all'arte contemporanea è stato rivalutato negli ultimi decenni, dopo un periodo di marginalizzazione rispetto alla narrazione storica dominante centrata su artisti uomini. La sua opera ha anticipato pratiche artistiche successive che impiegano la luce, il linguaggio e la segnaletica come strumenti visivi e concettuali.
Le sue opere sono conservate in numerose collezioni pubbliche, tra cui il Museum of Modern Art (MoMA), che ospita pezzi come Five Variations on the Ampersand (1966), e in istituzioni come il Whitney Museum of American Art e il Solomon R. Guggenheim Museum.